# Obrada podataka
Obrada podataka jest manipuliranje podacima radi dobivanja uporabljivih oblika.

## Uvod
U posljednjih četrdesetak godina razvijene su nove i dinamičke aktivnosti: u nacrtima, operacijama i upravljanju informacijskim sustavima utemeljenim na uporabi računala. Dok su mnoge organizacijske aktivnosti i resursi dugo bili usmjereni na prikupljanje i obradu dokumenata, prodor računala umnogome je proširio mogućnosti obrade informacija.

## Obrada podataka
U 20. stoljeću proizvedena su dva glavna sustava za obradu podataka. Obrada podataka na bušenim karticama, s prvim začecima u SAD još 1890. godine. Temeljila se na uporabi različitih elektromehanički uređaja. Elektrotehnička obrada podataka datira od kraja četrdesetih godina dvadesetog stoljeća i prošla je kroz nekoliko faza razvoja ili generacija.

## Definicija obrade podataka
Obrada podataka obuhvaća ne samo brojčana izračunavanja već i postupke kao što su klasifikacija podataka ili njihovo premještanje s jednog mjesta na drugo općenito se pretpostavlja da takve operacije obavlja neka vrsta stroja, bez obzira na to što neki postupci mogu biti obavljeni ručno.

## Ciklus obrade podataka
- Ulaz

U tom se koraku inicijalni ili ulazni podaci u nekom prikladnom obliku pripremaju za obradu. Oblik podataka ovisi o stroju za obradu.
- Obrada

U procesu obrade ulazni se podaci mijenjaju ili se najčešće kombiniraju s drugim informacijama da bi se dobili podaci u prikladnom obliku.
- Izlaz

Na izlazu su skupljeni svi rezultati obrade podataka pojedinačni oblik izlaza ovisi o uporabi podataka.

## Prikupljanje podataka
Taj se korak odnosi na proces prikupljanja izvornih podataka. Izvorni zapis podataka naziva se izvornim dokumentom.

### Raspodjela podataka
Postupak obuhvaća raspodjelu izlaznih podataka. Zapisivanje izlaznih podataka često se naziva izvještajnim dokumentom.

### Pohrana podataka
Taj je korak presudan za mnoge postupke obrade podataka. Rezultati te obrade učestalo se smještaju u memoriju da bi mogli služiti kao ulazni podaci za daljnu obradu.

### Operacija obrade podataka
Obrada se sastoji od nekoliko temeljnih operacija izvršenih nekim redoslijedom, a ne nužno redoslijedom koji ćemo opisati. Operacije obrade su: zapisivanje, kopiranje, provjera, klasificiranje, uređivanje, pretraživanje i sažimanje te prikaz rezultata.